# Esmeralda coerulea
Esmeralda coerulea là một loài bọ cánh cứng trong họ Cerambycidae.